# Cyathea acutula
Cyathea acutula là một loài thực vật có mạch trong họ Cyatheaceae. Loài này được (R.M. Tryon) Janssen & Rakotondr. mô tả khoa học đầu tiên.